# Браклес
Браклес (англ. Bruckless; ірл. an Bhroclais) — село в Ірландії, знаходиться в графстві Донегол (провінція Ольстер).
Населення — 200 людей (за даними перепису 2002 року). 